# Cornelia Zumbusch
Cornelia Zumbusch (* 1972 in Kabul) ist eine deutsche Literaturwissenschaftlerin und Professorin an der Universität Hamburg.

## Leben
Nach dem Studium der Neueren deutschen Literatur, Anglistik, Kunstgeschichte und Philosophie in Tübingen und Berlin promovierte Zumbusch 2003 an der FU Berlin mit einer Arbeit über Wissenschaft in Bildern. Symbol und dialektisches Bild in Aby Warburgs Mnemosyne-Atlas und Walter Benjamins Passagen-Werk. 2006 erhielt sie den Wissenschaftspreis der Aby Warburg-Stiftung. Nach einer wissenschaftlichen Assistenz am Institut für deutsche Philologie der LMU München habilitierte sie sich dort 2009 über Die Immunität der Klassik. Reinheit, Schutz und Unempfindlichkeit bei Schiller und Goethe. Nach einer Position in Konstanz besetzt sie seit 2013 eine Professur an der Universität Hamburg. Sie forschte 2012/13 als Senior Fellow (Gast des Direktors) am Internationalen Forschungszentrum Kulturwissenschaften (IFK) in Wien und hat Gastprofessuren an den German Departments der Harvard University (2020) und der UC Berkeley (2023) wahrgenommen. Seit 2015 ist sie als Codirektorin des Warburg-Hauses an der Gestaltung des wissenschaftlichen Programms beteiligt und leitet seit 2019 gemeinsam mit Frank Fehrenbach die DFG-Kolleg-Forschungsgruppe „Imaginarien der Kraft“.

## Forschung
In ihrer Forschung zur deutschsprachigen Literatur vor allem des 18. und 19. Jahrhunderts nutzt Cornelia Zumbusch kultur- und wissensgeschichtliche Impulse zur intensiven Auseinandersetzung mit der Geschichte der Ästhetik und der literarischen Formen.
Die Monographie Wissenschaft in Bildern deutet Warburgs an Bildern, Texten und Bewegungsformen interessierte Renaissanceforschung und Benjamins Kulturgeschichte des neunzehnten Jahrhunderts als Archäologien der Moderne, die mit ihren Materialarrangements die Grenzen zwischen Wissenschaft und Kunst neu ziehen. Angeregt von Warburgs Forschung zur Geschichte der Affektdarstellung stehen emotionsgeschichtliche Fragen seither immer wieder im Fokus ihrer Forschung. Der Band Pathos (2010) schreibt die wechselvolle Geschichte einer nicht erst seit der Moderne problematisch gewordenen Kategorie. Das Handbuch Literatur & Emotionen (hg. m. Martin von Koppenfels, 2016) versammelt Methodendiskussionen und Fallstudien, die den Bogen von der Antike bis zu den Neueinsätzen des 20. und 21. Jahrhunderts schlagen. Der Sammelband Politische Emotionen in den Künsten (hg. m. Philipp Ekardt und Frank Fehrenbach) greift die kontrovers diskutierte Rolle von Gefühlen in der Politik auf.
Zu den emotionsgeschichtlichen Fragen treten in der Studie Immunität der Klassik, die 2011 im Suhrkamp Verlag erschienen ist, wissensgeschichtliche Interessen. Die bei Schiller und Goethe auffällig häufig aufgerufenen Vorstellungen von Reinheit und Schutz, Ansteckung und Abwehr, Impfung und Immunität werden hier als Kern des klassischen Kunstprogramms identifiziert. Die Ausbildung eines ästhetischen Immunisierungsparadigmas wird dabei als strategische Ablösung von der Gefühlskultur der 1770er Jahre lesbar, die sich einerseits einer Reprise der neostoizistischen Tradition des Barock verdankt, die vor allem aber in einem engen Verhältnis zur Erprobung der medizinischen Impfung im Aufklärungszeitalter steht. Wo Schillers Dramen und Goethes Erzähltexte impfähnliche Szenarien einer Sicherung durch Störung durchspielen, erweisen sie sich als Schauplatz ästhetischer und politischer Umbrüche. Die Perspektive auf die Klassik strategisch gebildete Produktionsgemeinschaft leitet auch das vom Metzler Verlag in Auftrag gegebene Lehrbuch Weimarer Klassik. Zur Einführung. Die Aufmerksamkeit gilt hier aber vor allem der experimentellen Formenvielfalt, von der Goethes und Schillers literarische Produktion gerade in ihrer ›klassischen‹ Phase zeugt.
Formprobleme der Literatur rücken dann in der Monographie zur Formgeschichte des Romans im 19. Jahrhundert in den Vordergrund. Gefragt wird nach dem Verhältnis einer fachdisziplinären Epistemik der Prähistorie zur Vorgeschichte als Erzählprinzip, das sich in der antiken Epik herausbildet und in Romanen des 18. und 19. Jahrhunderts auf neue Funktionen ausgerichtet wird. An Romanen von Wieland, Goethe, Stifter und Fontane wird gezeigt, wie Erzähltexte das Geschehen in eine Geschichte und eine unterschwellig mitgeführte, nur punktuell zutage tretende Vorgeschichte aufteilen, um Mechanismen von Latenz und Wiederkehr zu beobachten. Zugleich zeigt sich, dass die in epischen Großtexten eingelagerten Vorgeschichten als Inkubatoren der Fiktion wirken.
Der Zusammenführung von Rhetorik, Poetik, Ästhetik und Wissensgeschichte widmet sich die DFG-Kollegforschungsgruppe »Imaginarien der Kraft«, die in der Zusammenarbeit mit internationalen und interdisziplinären Fellows Kraft nicht nur als Terminus der Physik auffasst, sondern als Grundbegriff ästhetischer und kultureller Reflexion konturieren möchte. Unter dem Titel Romantische Thermodynamik hat Cornelia Zumbusch hier einen Beitrag geleistet, indem sie nachzeichnet, wie sich die bereits seit Platon topische Vorstellung von einer Kraft der Dichtung zwischen 1770 verändert. Dies geschieht im Zusammenhang mit dem Umbau des alten Kraftbegriffs zum thermodynamischen Energiebegriff. Die Transformation der Kraftvorstellung vollzieht sich in der experimentellen Naturforschung wie auch in der praktischen Erkundung neuer Energiekulturen, unter anderem an den in Bergwerken eingesetzten Dampfmaschinen. So wie sich die Welt in der frühen Thermodynamik als selbstorganisierter Metabolismus zeigt, in dem verbrannt und verbraucht, geatmet und gegessen wird, so bilden sich in poetologischen und literarischen Texten Modelle einer Formdynamik heraus, die sich mit Herder und W. v. Humboldt als energeia, als Tätigkeit der Gestaltung und Umgestaltung verstehen lassen. Fragen literarischer Naturverhältnisse adressiert der in der Reihe Fröhliche Wissenschaften im Matthes & Seitz Verlag erschienene Essay Natur und Askese, der nach der politischen und poetologischen Reichweite individueller Verzichtsethiken fragt.

## Schriften (Auswahl)
Monographien:
- Wissenschaft in Bildern. Symbol und dialektisches Bild in Aby Warburgs Mnemosyne-Atlas und Walter Benjamins Passagen-Werk. Akademie, Berlin 2004, ISBN 978-3-05-004056-1.
- Die Immunität der Klassik. Suhrkamp, Berlin 2011, ISBN 978-3-518-29614-1.
- Weimarer Klassik. Eine Einführung. Metzler, Stuttgart/Weimar 2019, ISBN 978-3-476-04771-7.
- Was keine Geschichte ist. Literatur und Vorgeschichte im 19. Jahrhundert. Metzler, Stuttgart/Weimar 2021, ISBN 978-3-662-62895-9.
- Natur und Askese. Eine Poetik. Matthes & Seitz, Berlin 2022. (= Fröhliche Wissenschaft 209), ISBN 978-3-7518-0560-5.
- Romantische Thermodynamik. Dichtung, Natur und die Verwandlung der Kräfte 1770-1830. (= Imaginarien der Kraft, Bd. 5). De Gruyter, Berlin/Boston 2023, ISBN 978-3-11-125320-6

Sammelbände (Auswahl):
- Herausgeberin: Pathos. Zur Geschichte einer problematischen Kategorie. Akademie, Berlin 2010, ISBN 978-3-05-004607-5.
- Herausgeberin mit Eva Eßlinger und Heide Volkening: Die Farben der Prosa. Rombach, Freiburg im Breisgau 2016, ISBN 978-3-7930-9851-5.
- Herausgeberin mit Martin von Koppenfels: Handbuch Literatur & Emotionen. De Gruyter, Berlin/Boston 2016, ISBN 978-3-11-030324-7.
- Herausgeberin mit Philipp Ekardt und Frank Fehrenbach: Politische Emotionen in den Künsten. De Gruyter, Berlin/Boston 2020, ISBN 978-3-11-071130-1.
- Herausgeberin mit Frank Fehrenbach, Lutz Hengst und Frederike Middelhoff: Form- und Bewegungskräfte in Kunst, Literatur und Wissenschaft. De Gruyter,  Berlin/Boston 2021, ISBN 978-3-11-074393-7.